# Batalla del oeste de Hubei
La batalla del oeste de Hubei o batalla de Hubei Occidental (en chino tradicional, 鄂西會戰; en chino simplificado, 鄂西会战; pinyin, È Xī Huìzhàn) fue un conflicto parte de la segunda guerra sino-japonesa, llevado a cabo entre mayo y junio de 1943 en la zona occidental de Hubei. Enfrentó al Ejército Imperial Japonés y al Ejército Revolucionario Chino. China designó a la operación el nombre de "Batalla de Hubei Occidental", mientras que la Armada Imperial Japonesa se refería a ella como "Estrategia G".
Durante esta batalla, el 11.º Ejército japonés, dirigido por el teniente general Isamu Yokoyama, cruzó el lago Dongting y se dirigió al oeste de río Yangtzé e invadió la región de la costa sur, obligando a desmantelar a las fuerzas chinas sus propias posiciones.

## Antecedentes
A principios de 1943, el Cuartel General Imperial había mandado al 11.º Ejército japonés expandirse a través de Yichang. A su vez, al Ejército Chino se le había encomendado la misión de defender la ciudad, estableciéndose un frente entre el río Yangtzé, con las tropas japonesas avanzando desde el oeste. Ambas fuerzas habían preparado un largo tendido de minas acuáticas, para impedir el paso de las embarcaciones y las fuerzas navales. A partir del 9 de abril se llevó a cabo una primera fase de desarrollo de las operaciones, que se alargó hasta el 5 de mayo, cuando la 40.ª División japonesa y las fuerzas de la 17.ª Brigada, ocuparon Huarong y Shishou, expandiéndose hasta el Lago Dongting y delimitando su extensión hasta Hunan. En los días anteriores al verdadero inicio de la batalla, se produzco la masacre de Changjiao, donde 30.000 personas fueron mandadas ejecutar por el general Shunroku Hata. 

## Transcurso
El avance japonés se hizo constante a partir del 12 de mayo, por lo que Chen Cheng recibió la orden de defender sus posiciones bajo el control de siete divisiones, de la 11 a la 18. Las tropas chinas crearon líneas de artillería, desplazaron ingenieros, y se integró el regimiento de Tokuka, obteniendo así soldados de comunicación, además de contar con fuerzas de aviación a partir del segundo período de la batalla, con el apoyo de la Decimocuarta Fuerza Aérea estadounidense.
Durante este tiempo, el ejército chino, además de presentar resistencia directa a las tropas de invasión, contraatacó estratégicamente las zonas donde el avance japonés se había atrasado. Enfrentándose a la 13.ª División japonesa, diezmada por las campañas anteriores, y con tan solo un batallón y una compañía de cañones de montaña, las fuerzas chinas obtuvieron una primera victoria decisiva en Jingmen, derrotando al mayor general Tamotsu Tada.
53 buques nipones, estancados en las proximidades de Yichang, comenzaron una retirada masiva río abajo hasta la localidad de Hankou. A partir de este día, los primeros aviones aliados iniciaron varias pasadas, causado daños en el ejército japonés, con cada vez más dificultades en el campo de batalla. La retirada japonesa se sumó a la pérdida de las fuerzas navales a causa de minas y a un avance chino alrededor de todos los frentes. Poco más tarde, a principios de junio, la 13.ª División y la 58.ª División japonesas intentaron formar un cerco en las inmediaciones de Zhijiang. Para junio, las tropas japonesas se habían retirado a Zhengzhou.

## Consecuencias
Después de la contraofensiva, las tropas japonesas habían causado un gran número de bajas en el frente chino, con 30.766 bajas y 4.279 prisioneros de guerra, sin contar con los civiles asesinados, y la destrucción de la artillería costera, cañones, morteros y 13 aviones derribados. Por otra parte, los daños y perjuicios del ejército japonés fueron mucho menores, de los cuales el mayor daño causado provino de las incursiones aéreas americanas.
Aún y así, el avance en forma de pinza del ejército chino, a pesar de desatar un gran número de bajas, derivó en una victoria estratégica, aislando el enemigo e impidiendo el avance en relativamente poco tiempo. El Departamento de Guerra de los Estados Unidos, que había observado y realizado un seguimiento al desarrollo de las operaciones, consideró que la retirada natural japonesa no implicaba nada y que el anuncio de victoria china era exagerado. La historiadora Barbara Tuchman ha apoyado esta tesis, señalando que la retirada japonesa tenía el objetivo de avituallamiento y recolección de arroz para el suministro de tropas. Contrario a estas ideas, Chen Cheng envió un telegrama a los Estados Unidos, advirtiendo del peligro de que los militares japoneses atacaran al ejército chino por dos flancos, penetrando por las montañas escarpadas que en un principio no parecían ser aptas para el desarrollo militar.